# Hanna Chang
Hanna Chang (Stati Uniti d'America, 25 febbraio 1998) è una tennista statunitense.

## Carriera
Hanna Chang ha vinto 9 titoli in singolare e 3 titoli nel doppio nel circuito ITF in carriera. Il 25 novembre 2024, ha raggiunto il best ranking mondiale nel singolare al numero 169, e nel doppio, al numero 265 il 6 giugno 2022.
Nel 2019 partecipa alle Challenger Series - Newport Beach 2019 - Singolare femminile grazie ad una wild card, cedendo al secondo turno dalla quinta testa di serie Taylor Townsend. Prende parte anche alle Challenger Series - Houston 2019 - Singolare, dove stavolta a fermarla al secondo round è Usue Maitane Arconada, non riuscendo a racimolare neanche un game.
All'LTP Women's Open 2021 - Singolare, raggiunge il suo primo quarto di finale della carriera, sconfitta dalla poi vincitrice del torneo Varvara Lepchenko. Questo risultato le permette di entrare nelle qualificazioni degli US Open 2021, dove supera al primo turno la bulgara Isabella Šinikova in rimonta, ma viene poi superata all'ostacolo successivo da Kristína Kučová in due lottati parziali.

## Circuito WTA 125

### Singolare

#### Sconfitte (1)
| N. | Data             | Torneo                             | Superficie  | Avversaria in finale | Punteggio   |
| 1. | 24 novembre 2024 | Fifth Third Charleston, Charleston | Terra verde | Renata Zarazúa       | 1-6, 6(4)-7 |

### Doppio

#### Vittorie (1)
| N. | Data          | Torneo                                | Superficie | Compagna         | Avversarie in finale     | Punteggio        |
| 1. | 30 marzo 2025 | Puerto Vallarta Open, Puerto Vallarta | Cemento    | Christina McHale | Maya Joint Ena Shibahara | 2-6, 6-2, [10-7] |

## Statistiche ITF

### Singolare

#### Vittorie (9)
| Torneo $100.000 (0) |
| Torneo $80.000 (0)  |
| Torneo $75.000 (0)  |
| Torneo $60.000 (0)  |
| Torneo $50.000 (0)  |
| Torneo $40.000 (2)  |
| Torneo $25.000 (2)  |
| Torneo $15.000 (4)  |
| Torneo $10.000 (1)  |

| N. | Data             | Torneo                                                   | Superficie | Avversaria in finale  | Punteggio   |
| 1. | 26 giugno 2016   | ITF Sangju Women's Circuit, Sangju                       | Cemento    | Choi Ji-hee           | 6-2, 6-3    |
| 2. | 3 settembre 2017 | ITF Yeongwol Women's Circuit, Contea di Yeongwol         | Cemento    | Kim Da-bin            | 7-5, 7-6(6) |
| 3. | 17 giugno 2018   | ITF Gyeongsan Women's Circuit, Gyeongsan                 | Cemento    | Eri Shimizu           | 6-4, 6-2    |
| 4. | 17 marzo 2019    | iTennis Pro Classic, Arcadia                             | Cemento    | Elizabeth Mandlik     | 7–5, 6–1    |
| 5. | 28 maggio 2023   | ITF NH NongHyup Women's Challenge, Goyang                | Cemento    | Mananchaya Sawangkaew | 6-2, 6-4    |
| 6. | 9 luglio 2023    | Lakewood Women's, Lakewood                               | Cemento    | Mary Stoiana          | 1-1, rit.   |
| 7. | 2 dicembre 2023  | Britania Sport Center, Veracruz                          | Cemento    | Victoria Rodríguez    | 7-5, 6-1    |
| 8. | 26 maggio 2024   | ITF NH Bank International Women's Tennis Tour, Goyang    | Cemento    | Aoi Ito               | 7-6(2), 6-4 |
| 9. | 2 giugno 2024    | ITF Changwon International Women's Tennis Tour, Changwon | Cemento    | Petra Hule            | 6-4, 6-4    |

#### Sconfitte (6)
| Torneo $100.000 (0) |
| Torneo $80.000 (0)  |
| Torneo $75.000 (0)  |
| Torneo $60.000 (0)  |
| Torneo $50.000 (0)  |
| Torneo $40.000 (0)  |
| Torneo $25.000 (4)  |
| Torneo $15.000 (1)  |
| Torneo $10.000 (1)  |

| N. | Data             | Torneo                                 | Superficie  | Avversaria in finale        | Punteggio        |
| 1. | 3 luglio 2016    | ITF Gimcheon Women's Circuit, Gimcheon | Cemento     | Jeong Su-nam                | 6–4, 2–6, 3–6    |
| 2. | 26 agosto 2018   | ITF Gimcheon Women's Circuit, Gimcheon | Cemento     | Kim Da-hye                  | 1–6, 4–6         |
| 3. | 6 marzo 2022     | Copa Banco Guayaquil, Guayaquil        | Cemento     | Tessah Andrianjafitrimo     | 3-6, 3-6         |
| 4. | 19 giugno 2022   | Palmetto Pro Open, Sumter              | Cemento     | Sophie Chang                | 2-6, 6-4, 6(5)-7 |
| 5. | 23 aprile 2023   | The Sports Coast Open, Zephyrhills     | Terra verde | Makenna Jones               | 7-5, 4-6, 1-6    |
| 6. | 19 novembre 2023 | H-E-B Women's Pro Tennis Open, Austin  | Cemento     | Victoria Jiménez Kasintseva | 0-6, 2-6         |

### Doppio

#### Vittorie (3)
| Torneo $100.000 (1) |
| Torneo $80.000 (0)  |
| Torneo $75.000 (0)  |
| Torneo $60.000 (0)  |
| Torneo $50.000 (0)  |
| Torneo $40.000 (1)  |
| Torneo $25.000 (1)  |
| Torneo $15.000 (0)  |
| Torneo $10.000 (0)  |

| N. | Data             | Torneo                                       | Superficie  | Compagna          | Avversarie in finale                     | Punteggio           |
| 1. | 15 agosto 2021   | Koser Jewelers Tennis Challenge, Landisville | Cemento     | Alexa Glatch      | Samantha Murray Sharan Valerija Savinych | 7-6(3), 3-6, [11-9] |
| 2. | 20 novembre 2021 | ASC BMW Women's World Tennis Tour, Naples    | Terra verde | Elizabeth Mandlik | Hsu Chieh-yu Jessy Rompies               | 4–6, 6–1, [10–7]    |
| 3. | 9 novembre 2024  | Women's Britania Sport Center, Veracruz      | Cemento     | Dalayna Hewitt    | Jéssica Hinojosa Gómez Hiroko Kuwata     | 6-4, 7-5            |

#### Sconfitte (4)
| Torneo $100.000 (0) |
| Torneo $80.000 (0)  |
| Torneo $75.000 (0)  |
| Torneo $60.000 (2)  |
| Torneo $50.000 (0)  |
| Torneo $40.000 (0)  |
| Torneo $25.000 (1)  |
| Torneo $15.000 (1)  |
| Torneo $10.000 (0)  |

| N. | Data              | Torneo                                                   | Superficie  | Compagna          | Avversarie in finale           | Punteggio        |
| 1. | 1º settembre 2018 | ITF Yeongwol Women's Circuit, Contea di Yeongwol         | Cemento     | Zhang Ying        | Erina Hayashi Chisa Hosonuma   | 1-6, 1-6         |
| 2. | 7 aprile 2019     | St. Dominic USTA Pro Circuit $25,000 Challenger, Jackson | Terra verde | Caitlin Whoriskey | Katarzyna Kawa Katarzyna Piter | 5-7, 1-6         |
| 3. | 28 maggio 2022    | Orlando USTA Pro Circuit Event, Orlando                  | Cemento     | Elizabeth Mandlik | Sophie Chang Angela Kulikov    | 3-6, 6-2, [6-10] |
| 4. | 11 novembre 2023  | Calgary National Bank Challenger, Calgary                | Cemento (i) | Katarina Jokić    | Sarah Beth Grey Eden Silva     | 4-6, 4-6         |